# Гікорі-Гроув (Вісконсин)
Гікорі-Гроув (англ. Hickory Grove) — місто (англ. town) в США, в окрузі Грант штату Вісконсин. Населення — 568 осіб (2020).

## Демографія
Згідно з переписом 2010 року, у місті мешкало 455 осіб у 150 домогосподарствах у складі 121 родини. Було 175 помешкань
Расовий склад населення:
| - 99,6 % — білих - 0,2 % — вихідців з тихоокеанських островів |

До двох чи більше рас належало 0,2 %. Частка іспаномовних становила 0,2 % від усіх жителів.
За віковим діапазоном населення розподілялося таким чином: 32,1 % — особи молодші 18 років, 55,8 % — особи у віці 18—64 років, 12,1 % — особи у віці 65 років та старші. Медіана віку мешканця становила 35,2 року. На 100 осіб жіночої статі у місті припадало 117,7 чоловіків;  на 100 жінок у віці від 18 років та старших — 123,9 чоловіків також старших 18 років.
Середній дохід на одне домашнє господарство  становив 64 722 долари США (медіана — 45 417), а середній дохід на одну сім'ю — 70 984 долари (медіана — 56 250). Медіана доходів становила 26 806 доларів для чоловіків та 45 625 доларів для жінок. За межею бідності перебувало 29,3 % осіб, у тому числі 41,6 % дітей у віці до 18 років та 0,0 % осіб у віці 65 років та старших.
Цивільне працевлаштоване населення становило 227 осіб. Основні галузі зайнятості: сільське господарство, лісництво, риболовля — 42,3 %, роздрібна торгівля — 13,2 %, освіта, охорона здоров'я та соціальна допомога — 10,6 %, виробництво — 8,4 %.